# Ameridion aspersum
Ameridion aspersum là một loài nhện trong họ Theridiidae.
Loài này thuộc chi Ameridion. Ameridion aspersum được Frederick Octavius Pickard-Cambridge miêu tả năm 1902.